# Suwannee County
Das Suwannee County ist ein County im Bundesstaat Florida der Vereinigten Staaten. Der Verwaltungssitz (County Seat) ist Live Oak. Das County gehört zu den Dry Countys, was bedeutet, dass der Verkauf von Alkohol eingeschränkt oder verboten ist.

## Geschichte
Das Suwannee County wurde am 21. Dezember 1858 aus Teilen des Columbia County gebildet. Benannt wurde es entweder in Anlehnung an den Spanier San Juan oder nach dem indianischen Wort der Cherokee sawani (Echo-Fluss).

## Geographie
Das County hat eine Fläche von 1792 Quadratkilometern, wovon elf Quadratkilometer Wasserfläche sind. Es grenzt im Uhrzeigersinn an folgende Countys: Hamilton County, Columbia County, Gilchrist County, Dixie County, Lafayette County und Madison County.

## Demografische Daten

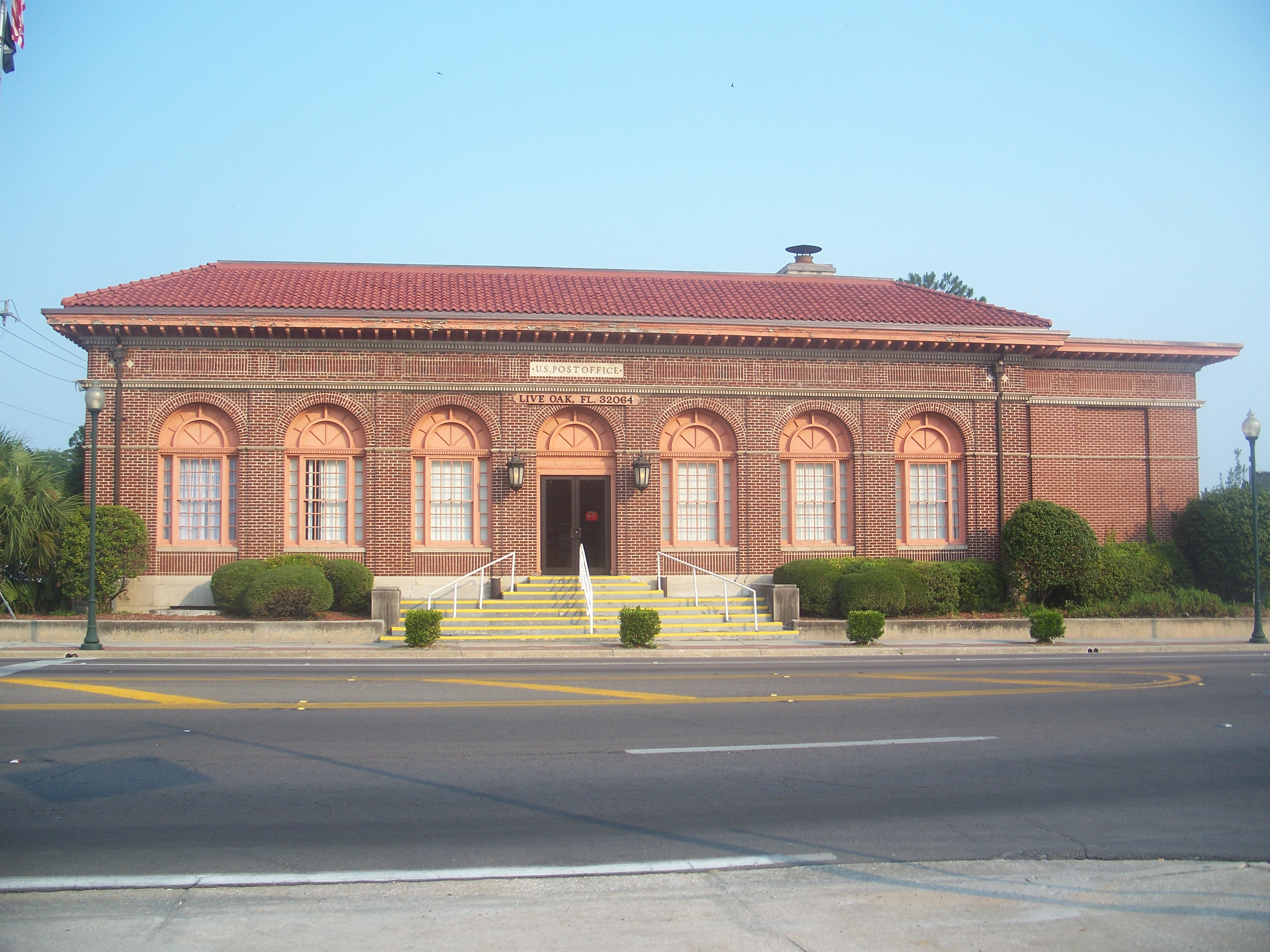
Ehemaliges Postbüro in Live Oak

Nach der Volkszählung im Jahr 2010 lebten im Suwannee County 41.551 Menschen in 19.025 Haushalten. Die Bevölkerungsdichte betrug 23,3 Einwohner pro Quadratkilometer. Ethnisch betrachtet setzte sich die Bevölkerung zusammen aus 82,5 % Weißen, 11,4 % Afroamerikanern, 0,5 % Indianern und 0,5 % Asian Americans. 3,1 % waren Angehörige anderer Ethnien und 1,9 % verschiedener Ethnien. 8,7 % der Bevölkerung bestand aus Hispanics oder Latinos.
Im Jahr 2010 lebten in 31,0 % aller Haushalte Kinder unter 18 Jahren sowie 35,1 % aller Haushalte Personen mit mindestens 65 Jahren. 69,2 % der Haushalte waren Familienhaushalte (bestehend aus verheirateten Paaren mit oder ohne Nachkommen bzw. einem Elternteil mit Nachkomme). Die durchschnittliche Größe eines Haushalts lag bei 2,25 Personen und die durchschnittliche Familiengröße bei 2,97 Personen.
25,1 % der Bevölkerung waren jünger als 20 Jahre, 22,3 % waren 20 bis 39 Jahre alt, 26,7 % waren 40 bis 59 Jahre alt und 25,7 % waren mindestens 60 Jahre alt. Das mittlere Alter betrug 42 Jahre. 50,4 % der Bevölkerung waren männlich und 49,6 % weiblich.
Das jährliche Durchschnittseinkommen eines Haushalts betrug 36.159 USD, dabei lebten 21,9 % der Bevölkerung unter der Armutsgrenze.
Im Jahr 2010 war englisch die Muttersprache von 93,23 % der Bevölkerung, spanisch sprachen 5,81 % und 0,96 % hatten eine andere Muttersprache.

## Kultur und Sehenswürdigkeiten

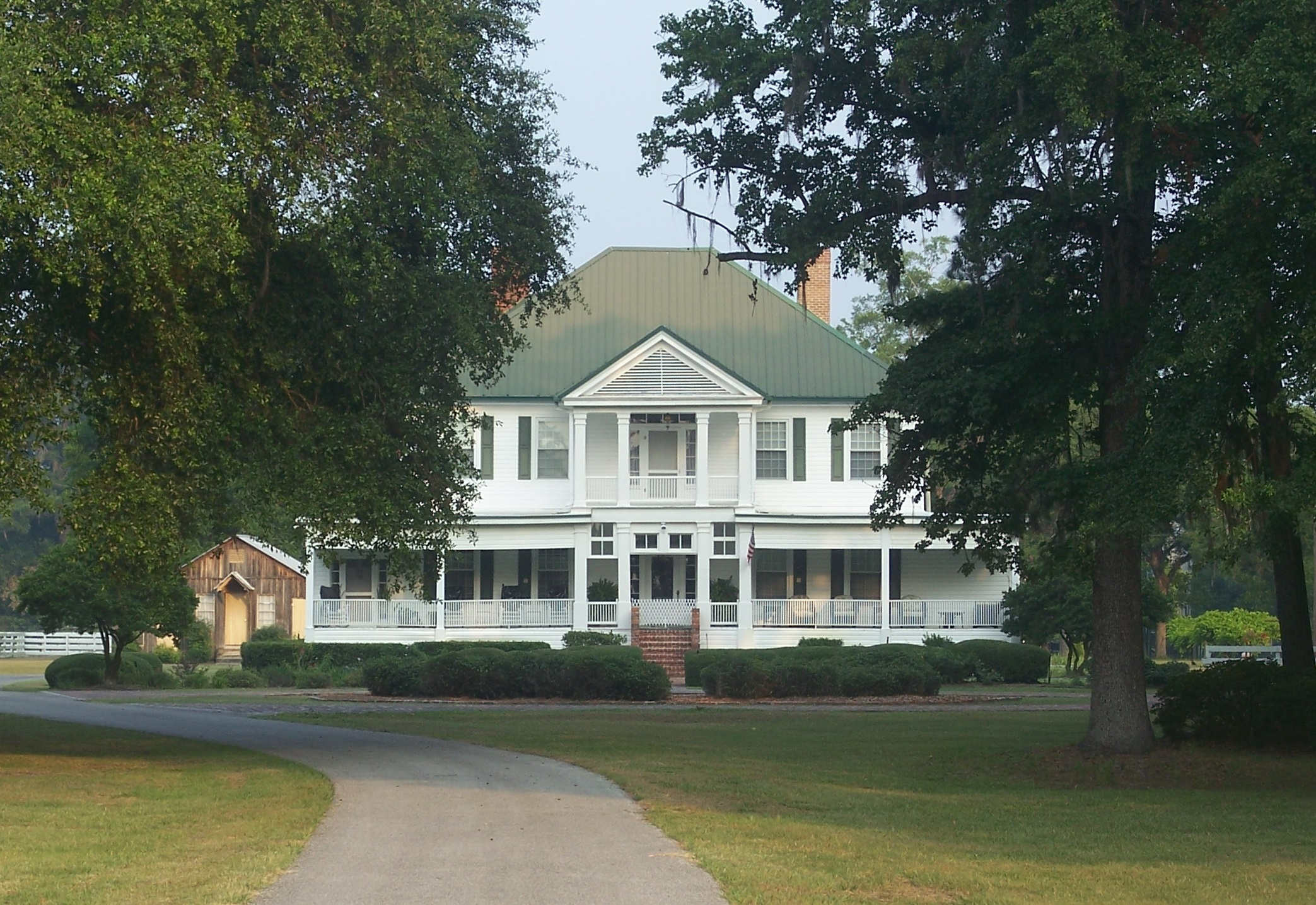
Hull-Hawkins House (2011). Die 1866 erbaute Residenz wurde im Mai 1973 als erstes Objekt im Suwannee County in das NRHP eingetragen.

Sieben Bauwerke im Suwannee County sind im National Register of Historic Places („Nationales Verzeichnis historischer Orte“; NRHP) eingetragen (Stand 10. März 2023), darunter das Gerichts- und Verwaltungsgebäude des County, das alte Rathaus von Oak City und ein ehemaliger Bahnhof.

## Orte im Suwannee County
Orte im Suwannee County mit Einwohnerzahlen der Volkszählung von 2010:
City:
- Live Oak (County Seat) – 6.850 Einwohner

Town:
- Branford – 712 Einwohner